# Большой парад
«Большой парад» (англ. The Big Parade, 1925) — американский художественный фильм Кинга Видора, посвящённый событиям Первой мировой войны.

## Сюжет
Фильм рассказывает о судьбе трёх американских солдат, воевавших в Европе. Все трое были представителями разных социальных классов — рабочий, мелкий торговец и сынок богатых родителей. Война стерла классовые перегородки и сблизила молодых людей. Двое погибли на фронте. Третий же, потеряв ногу, вернулся домой. Он, разочарованный в своих ожиданиях и надеждах, уезжает обратно в Европу, где узнаёт крепкую мужскую дружбу и испытывает настоящую любовь.

## В ролях
- Джон Гилберт — Джеймс Эпперсон
- Рене Адоре — Мелизанда
- Хобарт Босуорт — мистер Эпперсон
- Клэр Макдауэлл — миссис Эпперсон
- Карл Дейн — Слим
- Джуланна Джонстон

## Реакция
Критика отмечала качественную работу режиссёра и оператора, но осталась недовольной некоторыми актёрскими работами. Тем не менее фильм имел огромный успех в прокате. Отдельные кинотеатры не снимали его с афиши более года. По некоторым подсчётам, это самый коммерчески успешный из всех немых фильмов.
Лауреат «Медали почёта» от журнала Photoplay.

## Значение
«Большой парад» — первый из голливудских фильмов, отмечавший, что победа в войне не может быть оправдана ценой любых потерь. В этом плане он считается предшественником таких антивоенных лент, как «На западном фронте без перемен». В 1992 г. «Большой парад» был занесён Библиотекой Конгресса в реестр наиболее значимых американских фильмов.